# Muso dev

Muso Dev est une organisation à but non lucratif créée à Bamako, au Mali en 2018. Fondée par Porcho Marguerite Sogoba, elle œuvre pour l’inclusion des femmes et des jeunes filles dans les métiers des nouvelles technologies de l'information et de la communication par des programmes d’enseignement de la programmation informatique, l’organisation promeut l’inclusion numérique et offre des opportunités professionnelles dans ce secteur en pleine expansion.

## Histoire
Muso Dev est une organisation créée en 2018 dont l’objectif principal est d'intégrer les nouvelles technologies de l'information et de la communication  avec l'autonomisation des femmes et des jeunes filles, Elle joue un rôle important dans la promotion de l'accès au numérique pour ces publics . Sa présidente fondatrice est Marguerite Sogoba.

## Actions
Muso Dev mène des actions centrés sur l'accès au numérique, la formation des femmes et jeunes filles aux métiers des nouvelles technologies à travers le programme Musodev Code Academy. En 2021, l’organisation lance la première édition de Ten Ict une initiative visant  l’alphabétisation des adolescentes aux numériques. Dans le cadre de la lutte contre les violences basée sur le genre, Muso Dev collabore avec Hera Foundation en 2021 enfin de rendre plus accessible l’application Zéro Violence Basée sur le genre développé par l’organisation.

## Plaidoyer
En décembre 2020, la présidente lance un appel aux donateurs. pour l'obtention d'équipements pouvant permettre au apprenante de participer aux différentes formations.